# Вімблдонський турнір 1900
Вімблдонський турнір 1900 — 24-й розіграш Вімблдону. Турнір тривав з 25 червня до 4 липня. Усі чинні чемпіони захистили свої титули. Для Редижнальда Догерті перемога в одиночному розряді стала четвертою поспіль і останньою. Для Бланш Бінґлі титул в одиночному розряді став шостим і також останнім.

## Дорослі

### Чоловіки, одиночний розряд
Реджинальд Догерті переміг у фіналі  Сідні Сміта 6–8, 6–3, 6–1, 5–7, 11–9

### Жінки, одиночний розряд
Бланш Бінґлі перемогла у фіналі  Шарлотту Купер 4–6, 6–4, 6–4

### Чоловіки, парний розряд
Реджинальд Догерті /  Лоренс Догерті def.  Герберт Баррет /  Гарольд Нісбет 9–7, 7–5, 4–6, 3–6, 6–3